# Prehrambena industrija
Prehrambena industrija gospodarska je grana koja se bavi preradom poljoprivrednih proizvoda.
Od početka 20. stoljeća prehrambena se industrija razvila enormno povećavajući produktivnost poljoprivredne proizvodnje i postupnom mehanizacijom. Tijekom posljednjih godina 20. stoljeća vratila se i proizvodnja malih serija u skladu s lokalnim tradicionalnim primarnim načinima proizvodnje i ekoloških proizvoda.

## Prehrambena industrija uHrvatskoj
- mesna industrija
- mljekarstvo
- destilirana alkoholna pića
- pivovare
- vinogradarstvo
- peradarska industrija
- voćarstvo
- hladnjače
- prerada ribe
- industrija masti i jestiva ulja
- proizvodnja bezalkoholnih pića
- flaširanje mineralne vode

## Vanjske poveznice
- Prehrambeni proizvodi Hrvatska tehnička enciklopedija, portal hrvatske tehničke baštine. LZMK

- Strojevi i oprema u prehrambenoj industriji Hrvatska tehnička enciklopedija, portal hrvatske tehničke baštine. LZMK